# Подсолнухи (серия картин)
«Подсо́лнухи» (фр. Tournesols) — название двух циклов картин нидерландского художника Винсента ван Гога. Первая серия выполнена в Париже в 1887 году. Она посвящена лежащим цветам. Вторая серия выполнена через год, в Арле. Она изображает букет подсолнухов в вазе. Две парижских картины приобрёл друг ван Гога Поль Гоген. 
14 октября 2022 года две эко-активистки совершили акт вандализма в Лондонской национальной галерее, облив «Подсолнухи» Ван Гога консервированным томатным супом Heinz. После этого они приклеили ладони к стене, заявив: «Что вас больше волнует: защита картины или защита нашей планеты и людей?». Инцидент произошёл на 14-й день акций протеста движения Just Stop Oil («Просто остановите нефть»), направленных на остановку новых нефтегазовых проектов в Великобритании. Картина не пострадала, так как была закрыта антивандальным стеклом.

## Парижская серия

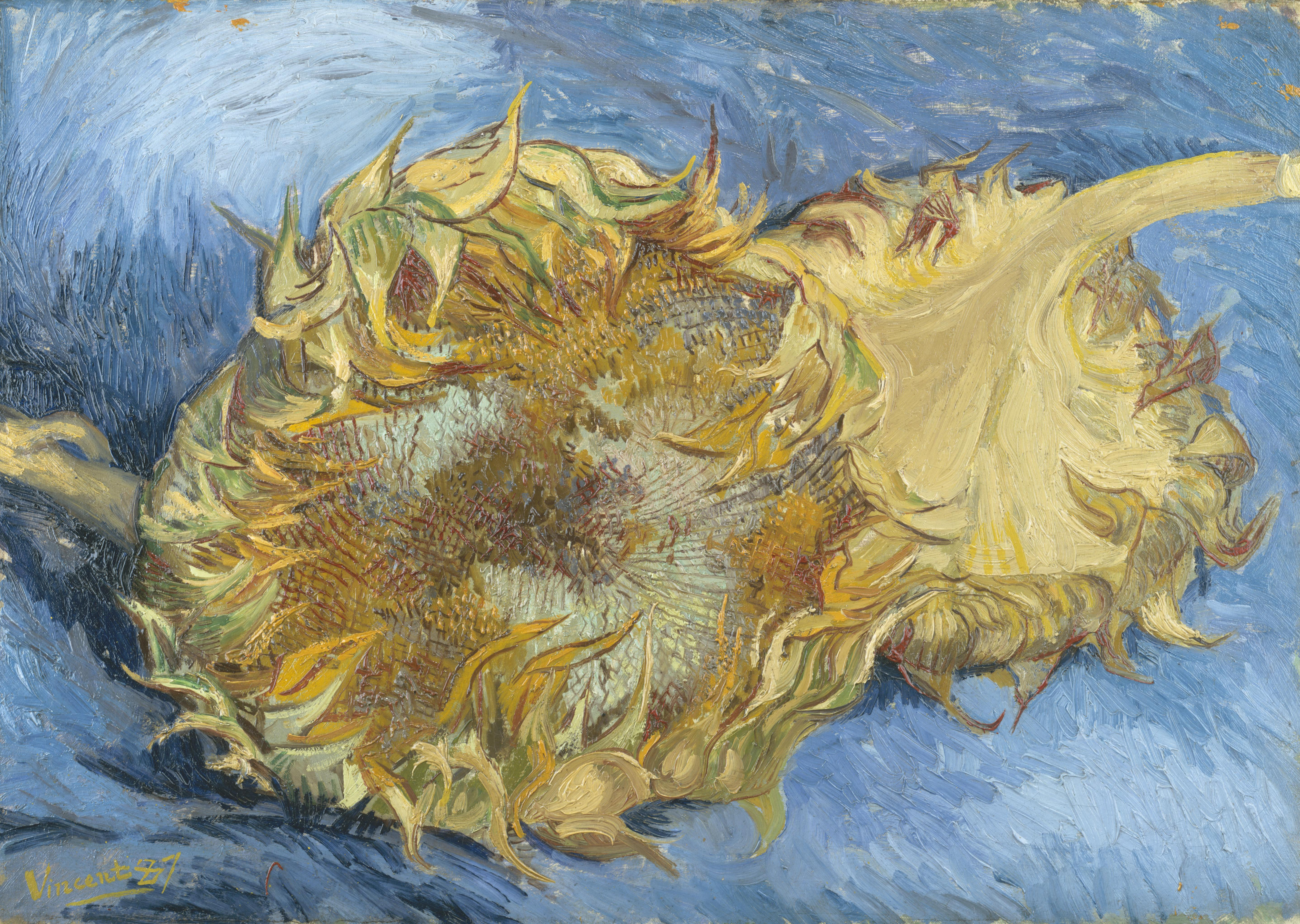
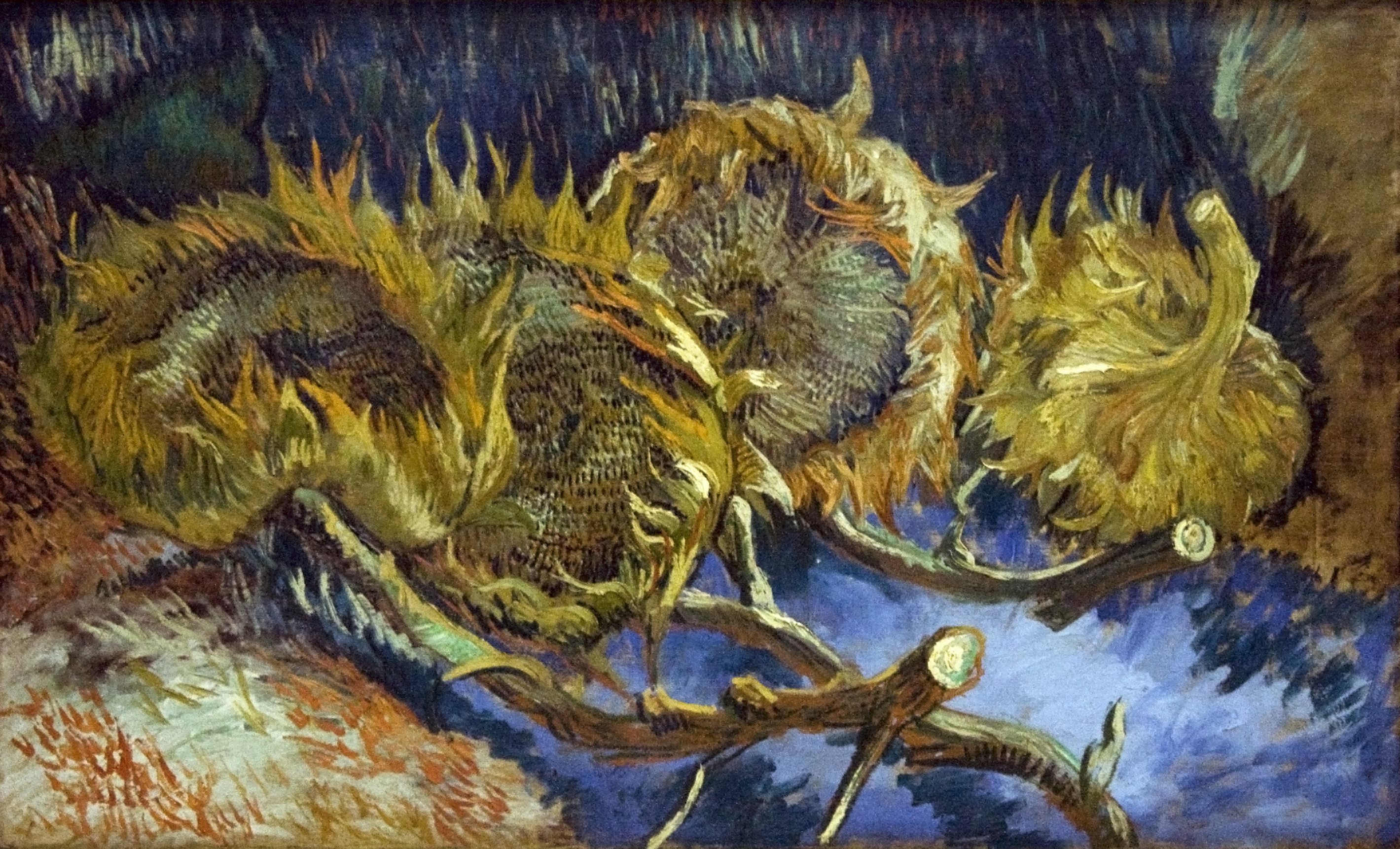

## Серия из Арля

Первая часть, август 1888
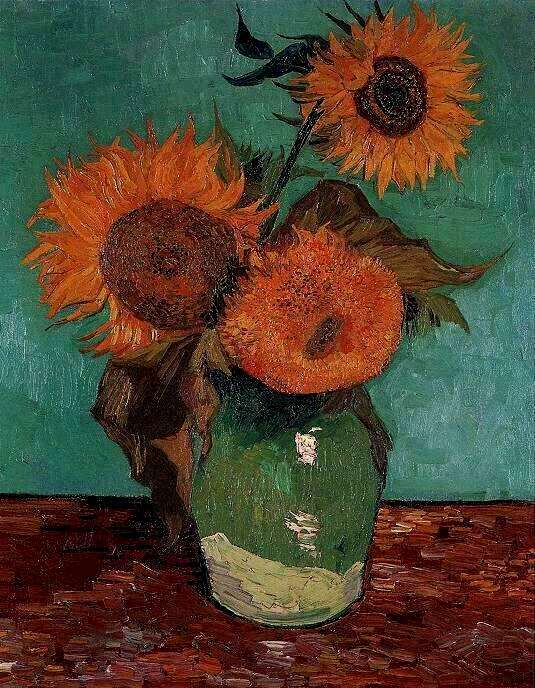
Первый вариант: бирюзовый фон, 73.5 × 60 см, частная коллекция
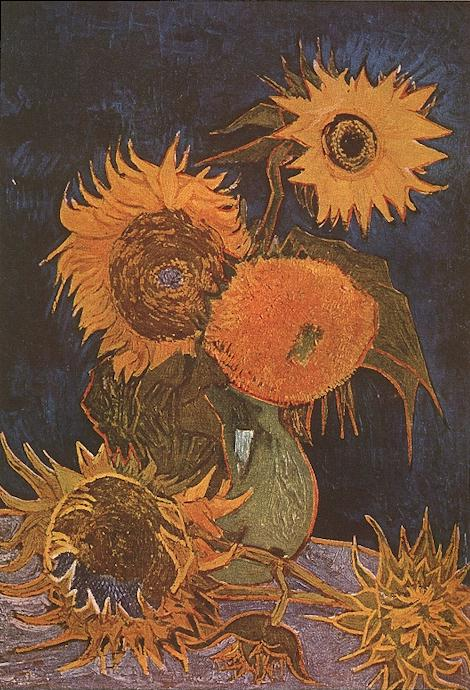
Второй вариант: королевский синий фон, 98 × 69 см, уничтожен во время Второй мировой войны
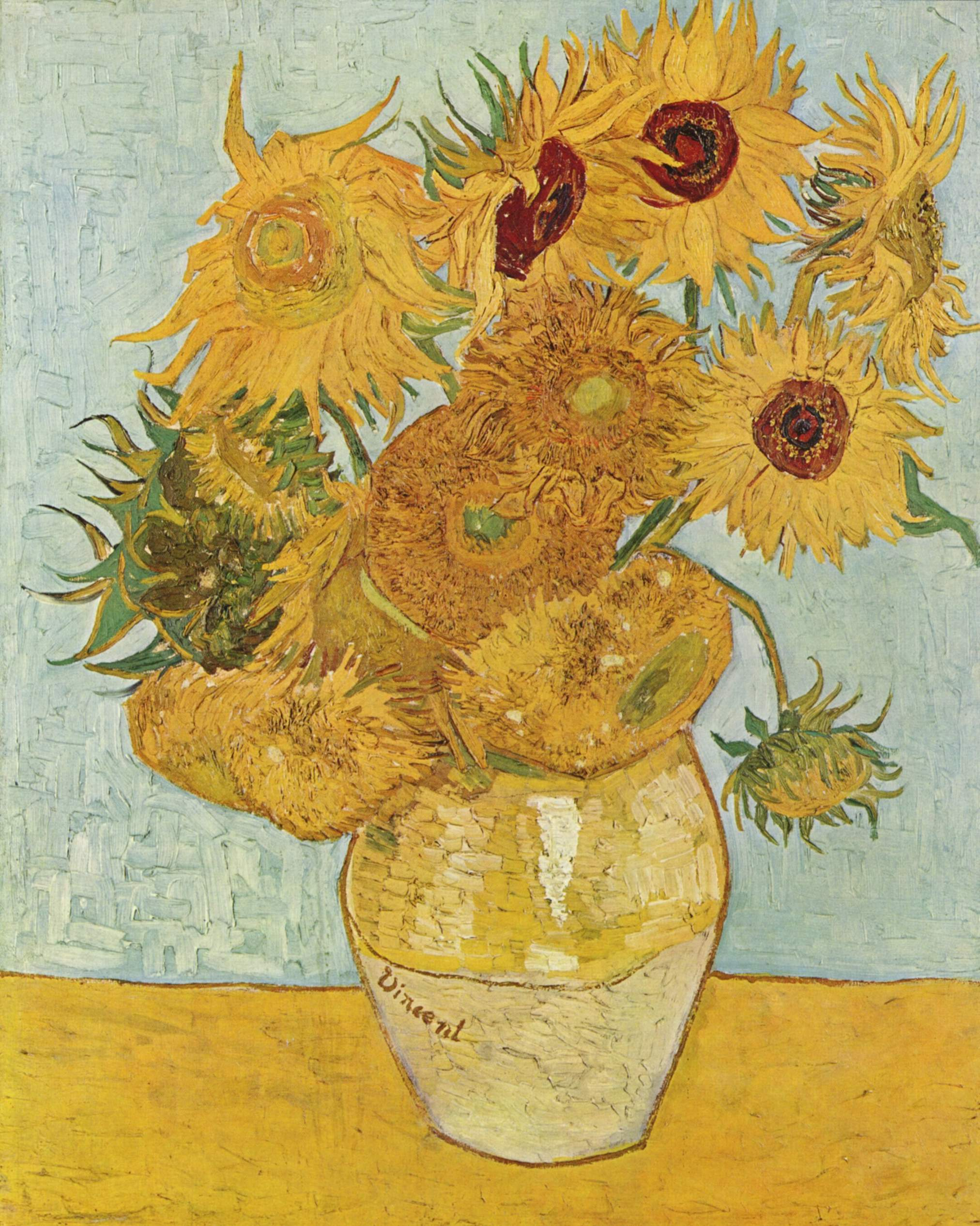
Третий вариант: зелёно-голубой фон, 91 × 72 см, Новая пинакотека, Мюнхен
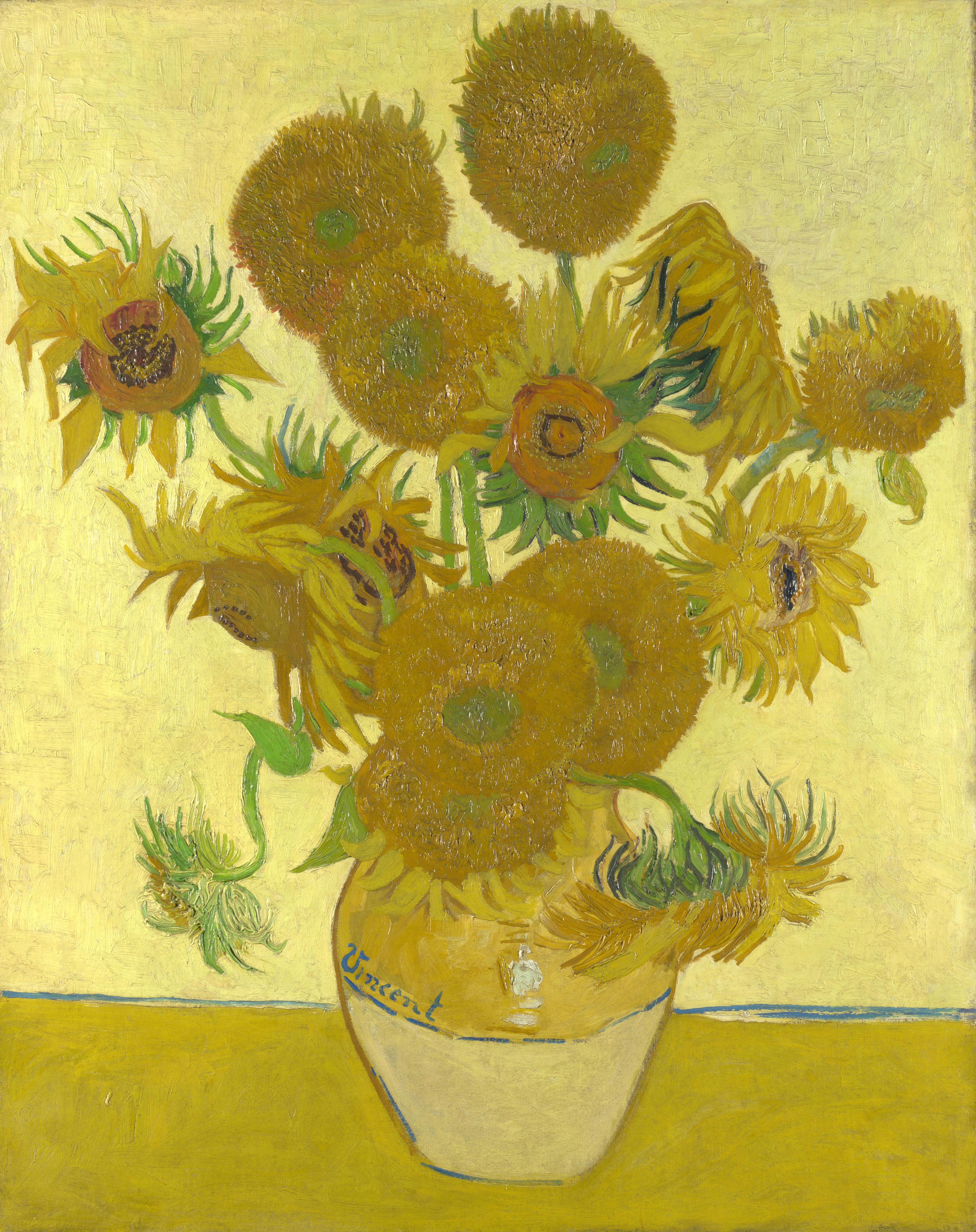
Четвёртый вариант: жёлтый фон, 92.1 × 73 см, Лондонская Национальная галерея

Вторая часть, январь 1889
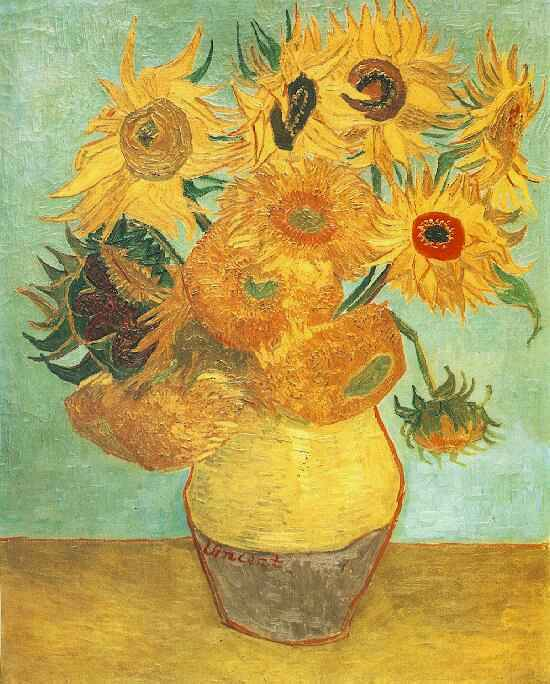
Первый вариант, 92 × 72.5 см, Филадельфийский Музей Искусств, США
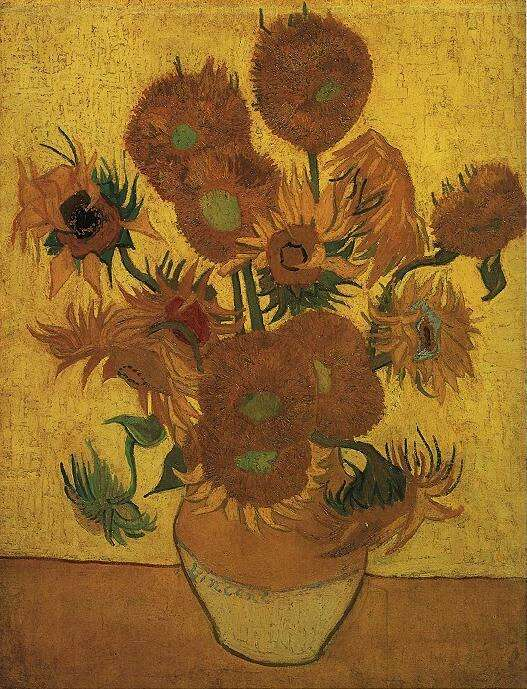
Второй вариант, 95 × 73 см, Музей Ван Гога, Амстердам, Нидерланды
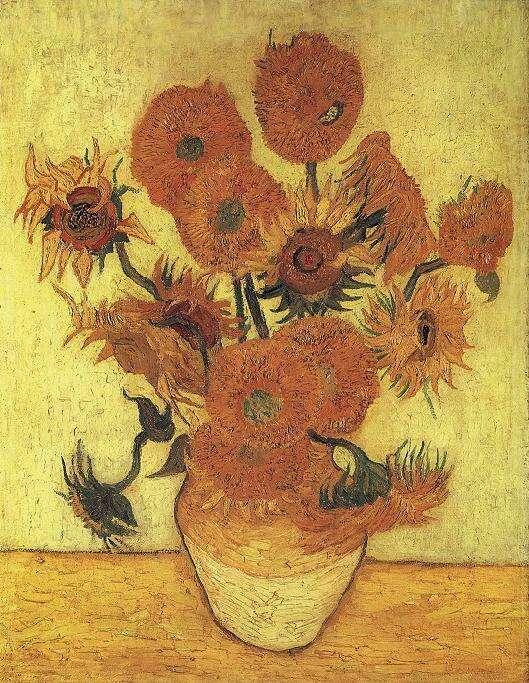
Третий вариант, 100 × 76 см, Sompo Japan Museum of Art, 42 этаж, Токио, Япония